# 魚住りえ
魚住 りえ（うおずみ りえ、1972年3月2日 - ）は、日本のタレント、フリーアナウンサーである。元日本テレビ放送網アナウンサー。本名および旧芸名、魚住 理英（読み同じ）。

## 経歴
大阪府箕面市生まれ。その後、3歳から19歳まで広島県広島市安佐南区で育った。魚住自身「故郷は広島」と話している。広島県立安古市高等学校、慶應義塾大学文学部仏文学専攻卒業後、1995年4月、日本テレビに入社。
大学時代は放送研究会に所属。同会の2年先輩に滑川和男（NHKアナウンサー）、1年後輩に寺島淳司（日本テレビアナウンサー）がいる。
日本テレビ在籍中、『所さんの目がテン!』のアシスタントや、『ジパングあさ6』キャスターを担当。単発番組では、1999年秋まで放送されていたクイズ番組『マジカル頭脳パワー!!』の復活スペシャル（2001年12月29日放送）に出演。2代目マジカルオペレーターだった先輩・永井美奈子の後継として、マジカル3代目オペレーターになった。この他、『ものまねバトル』に出場したこともある。さらに、日本民間放送連盟が子ども向けメディアリテラシーのために企画し加盟テレビ局の全てで放送された番組『てれびキッズ探偵団』にも、日本テレビ出身の氏家齊一郎が当時民放連会長を務めていた関係で出演した。したがって、魚住は日本テレビ在籍のまま、民放連加盟テレビ局全局出演を果たしたことになる。
同じアナウンス部所属の森圭介と『汐留スタイル!』で共演して意気投合し、2004年1月1日に結婚。この結婚を機に同年3月をもって日本テレビを退社し、スターダストプロモーションに所属。日本テレビ在籍時代最後の仕事は『ブラックワイドショー（第三惑星放送協会）』の汐留本社で開催されたイベントだった。ただし、森圭介とは双方の仕事の多忙によるすれ違い生活が原因で、2005年5月に離婚。以後、『クイズプレゼンバラエティー Qさま!!』（テレビ朝日）などのバラエティ番組で離婚をネタにされている。2012年11月10日、4歳年下の会社員と2度目の結婚。
現在はスターダストプロモーションの所属を離れ、「魚住式スピーチメソッド」を立ち上げ、講師としても活動する。

## 人物
- 友達とも遊ぶ時間も少ない生活に疑問を感じ、ピアノをやめてアナウンサーに憧れ放送部に入った。高校3年の時、NHK杯全国高校放送コンテストに出場し朗読部門で約5000人中、3位になったことが大きな自信となり、アナウンサーを志した[2][5]。
- 好きな漫画は三原順の『はみだしっ子』[6]。
- 日本テレビでの同期は、矢島学、町亞聖（報道局記者として活動後、2011年5月退社）、近野宏明（報道局記者）。
- 日本テレビが資本提携しているRFラジオ日本のラジオ番組『ミューミューランチBOX』（前身は『女子アナ・ミュージックミュージアム』）も担当し、フリー転向後も2004年9月の番組終了まで出演した。

## 出演

### 日本テレビ時代

#### テレビ
- 所さんの目がテン!（1997年4月6日 - 2004年3月21日） - アシスタント
- ジパングあさ6 - 司会
  - 木・金曜担当（1998年4月2日 - 2000年3月31日）
  - 水 - 金曜担当（2000年4月5日 - 2001年3月30日）
  - 全曜日担当（2001年4月2日 - 9月28日）
- マジカル頭脳パワー!! 復活SP（2001年12月29日） - マジカル・オペレーター
- ブラックワイドショー（2002年10月5日 - 2003年3月29日）
- 汐留スタイル!（2003年4月 - 2004年3月）

#### 映画
- それいけ!アンパンマン 虹のピラミッド - 虹の子 役

#### 舞台
- 進め!ニホンゴ警備隊（2004年1月28日 - 2月1日、シアターアプル）

### フリー転向以後

#### テレビ
- ソロモンの王宮 → ソロモン流（テレビ東京、2004年4月 - 2014年9月） - ナレーター
- 皇室が愛した風景（BS-i、全8回・初回放送は2004年4月 -） - ナレーター
- とんねるずのみなさんのおかげでした（フジテレビ、2004年8月） - 「思えばトークへ来たもんだ」のコーナー司会
- ぶったま!（関西テレビ、2005年4月 - 2009年3月28日） - アシスタント
- ウリナリ芸能人社交ダンス部（日本テレビ、2005年4月） - 全日本社会人ダンス選手権にチューリップ天野（天野ひろゆき）とのペアで出場し、準決勝まで進出。
- 知ったかぶりクイズ!あなた説明できますか（MBS、2005年10月 - 2006年6月） - 司会
- 日テレプラス研究所（シーエス日本） - MC
- 大人の自由時間・モト冬樹のセカンド・ライフ探し（BS11、2008年2月 - 3月） - アシスタント
- 大人の自由時間・柳家喬太郎の気楽に粋ましょう!（BS11、2008年4月 - 2009年6月） - 司会
- 柳家喬太郎の粋ダネ!（BS11、2009年10月 - 2012年3月） - アシスタント
- 徳光和夫の感動再会!"逢いたい"（TBS、2008年4月 - 2009年3月） - サポーター軍団の一員としての準レギュラー
- ドラゴン青年団（2012年7月 - 9月、MBS） - TVリポーター 役
- キセキの緑（2016年4月11日 - 、BS日テレ） - ナレーター
- 魚住りえのカイシャを伝えるテレビ （2019年10月6日 - 、千葉テレビ放送） - メイン パーソナリティ

#### ラジオ
- サンデーハートランド・ミュージックタペストリー（TOKYO FM・JFN系列各局、2004年4月 - 6月）
- デーモン小暮 ニッポン全国 ラジベガス → 東貴博 ニッポン全国 ラジベガス（ニッポン放送、2005年3月29日 - 2006年3月28日） - 火曜日アシスタント
- 就職戦士ブンナビ!（文化放送、2009年11月 - 2010年3月） - パーソナリティ
- 生島ヒロシのおはよう定食・おはよう一直線（2016年8月5日、TBSラジオ）- 生島ヒロシ夏期休暇時の代役パーソナリティ
- おはよう定食・おはよう一直線（2025年1月30日、TBSラジオ） - 生島ヒロシの降板に伴う代役パーソナリティ
- 賢者の名言（2017年1月2日 - 2019年9月30日、TOKYO FM）
- 今日 なに話す？（2025年4月1日 - 、TBSラジオ） - Brand-New Morningに内包

#### CM
- バッケンモーツアルト（広島県限定CM）
- アメリカン・ライフ・インシュアランス・カンパニー日本支社 - アリコの入院保険（2004年）

#### プロモーションビデオ
- NTT東日本『フレッツ・テレビ』ナビゲーター

## 著書
- 「女子アナにも程がある」（日本テレビ放送網／山王丸和恵との共著）（1999年、日本テレビ）ISBN 978-4820397229
- 「たった一日で声まで良くなる話し方の教科書」（2015年10月7日、東洋経済新報社）ISBN 978-4492045763
- 「話し方が上手くなる!声まで良くなる!1日1分朗読」（2020年3月13日、東洋経済新報社）ISBN 978-4492046623
- 「1秒で心をつかめ。一瞬で人を動かし、100%好かれる声、表情、話し方」 (2021年9月28日、SBクリエイティブ）ISBN 978-4815603120